# Письменер (деревня, Нижегородская область)
 Письменер  — деревня в Тоншаевском муниципальном округе Нижегородской области.

## География
Деревня находится в северо-восточной части Нижегородской области, на расстоянии приблизительное 16 километров по прямой на юг-юго-восток от посёлка Тоншаево, административного центра района.

## Население
Постоянное население составляло 13 человек (русские 69%, мари 31%) в 2002 году, 15 в 2010.

## История
До 2020 года деревня входила в состав сельского поселения  Ложкинский сельсовет  до его упразднения.